# Trận Komaki và Nagakute
Trận Komaki và Nagakute (小牧・長久手の戦い Komaki-Nagakute no Tatakai) là hai trận đánh năm 1584 giữa quân đội của Hashiba Hideyoshi (sau này là Toyotomi Hideyoshi vào năm 1586) và liên quân Oda Nobuakatsu và Tokugawa Ieyasu. Hideyoshi và Ieyasu đã giao chiến lâu dài trong thời Sengoku để nắm quyền thống trị Nhật Bản và hai trận đánh này là đỉnh cao của sự thù địch giữa họ. Đôi khi nó còn được gọi là ""Chiến dịch Komaki"" (小牧の役 Komaki no Eki).

## Bối cảnh
Năm 1583, trong Trận Shizugatake, Hideyoshi ủng hộ Nobukatsu, con trai thứ hai của Oda Nobunaga, và đánh bại Shibata Katsuie, người ủng hộ con trai thứ ba của Nobunaga, Nobutaka. Sau trận đánh, Hideyoshi mời Nobukatsu và chư tướng đến tư dinh của mình tại lâu đài Osaka mà ông mới xây xong năm đó. Thực chất của việc mời đến này là để mọi người tỏ lòng kính trọng với Hideyoshi, và sẽ đảo ngược vị trí của Hideyoshi và Nobukatsu. Vì thế, Nobukatsu phá vỡ liên minh với Hideyoshi và không đến lâu đài Osaka. Hideyoshi đề nghị giảng hòa đối với ba thuộc hạ quan trọng nhất của Nobukatsu (Tsugawa Yoshifuyu, Okada Shigetaka và Azai Nagatoki), dẫn đến tin đồn là họ đều đã về phe Hideyoshi, làm Nobukatsu tưởng lầm và xử tử cả ba người vào ngày 6 tháng 3. Hành động này đã đem lại cái cớ cho Hideyoshi để tấn công Nobukatsu và, để phản ứng lại Nobukatsu yêu cầu Ieyasu tiếp viện. Ngày hôm sau, Ieyasu đưa quân mình tham chiến, và nó trở thành trận chiến giữa Hideyoshi và Ieyasu.

## Thứ tự các sự kiện
Trận đánh đầu tiên diễn ra ở gần núi Komaki và lấy tên là "Trận Komaki". Phần còn lại của các trận đánh diễn ra ở gần Nagakute, theo đó mà đặt tên cho toàn bộ cuộc giao tranh như ngày nay.

### Trận Haguro
Ngày 13 tháng 5, Ieyasu đến lâu đài Kiyosu. Cùng ngày đó, các chiến binh của các chư hầu của gia tộc Oda dẫn đầu bởi Ikeda Tsuneoki về phe Hideyoshi và chiếm lâu đài Inuyama, xưa được Oda Nobunaga xây dựng. Ieyasu lo lắng khi nghe thấy tin này và vội đến lâu đài Inuyama hai ngày sau. Cùng lúc, Mori Nagayoshi phòng thủ lâu đài. (Nagayoshi là anh em với Mori Ranmaru, chết trong Sự kiện chùa Honnō-ji cùng với Nobunaga.) Bất chấp uy lực của súng hỏa mai tử quân của Mori, Sakai vòng qua sườn và tấn công vào rìa quân Mori. Mori tháo chạy, bị tổn thất 300 lính.
Ngày 16, quân đội chi viện cho lâu đài Inuyama đến Haguro. Tuy vậy, Ieyasu, đã biết trước được kế hoạch này và ra lệnh cho Sakai Tadatsugu và Sakakibara Yasumasa mang 5.000 quân đến Hagura tối hôm đó. Sáng hôm sau, quân của Tadatsugu bất thần tấn công Nagayoshi, quân của Nagayoshi chỉ bỏ chạy được một số sau một trận thảm sát. Ngày 18, không hề sợ bị đột kích, Ieyasu chiếm lâu đài Inuyama và chấm dứt sự bảo trợ của Hideyoshi.

### Chiến dịch ở Mikawa
Hideyoshi dẫn quân rời khỏi lâu đài Osak vào ngày 21, đến lâu đài Inuyama ngày 27, và đến Gakuken (ngày nay là Inuyama) vào ngày mồng 5 tháng sau. Ieyasu, từ khi đến lâu đài Komakiyama cho tới lúc ở Gakuken, không tham gia vào các trận đánh, trừ vài cuộc va chạm nhỏ đây đó. Hideyoshi bị ru ngủ khi tự mãn với tình hình đó, và nghe theo Tsuneoki rằng,"Ieyasu đang ở lâu đài Komakiyama. Ông ta đang ở xa căn cứ chính ở Okazaki và nếu chúng ta tấn công ông ta, chắc chắn sẽ chiến thắng." Hideyoshi đầy tham vọng cất quân đến Mikawa, cùng với sự hỗ trợ của Nagayoshi (người đã lấy lại uy tín trong trận Haguro), Tsuneoki (người bị lúng túng vì đám cưới với con gái ông) và Hidetsugu trẻ tuổi (khi đó mới có 17 tuổi). Toyotomi Hidetsugu chỉ huy 8.000 lính, được Hori Hidemasa hỗ trợ với 3.000 lính, 3.000 lính của Mori Nagayoshi và 6.000 lính của Tsuneoki. Ngày hôm sau, họ rời Mikawa.

### Trận lâu đài Iwasaki
Trận lâu đài Iwasaki giữa quân của Niwa Ujishige và Ikeda Tsuneoki. Mặc dù nó là một phần của trận Komaki và Nagakute, nó đóng một vai trò quan trọng trong kết quả chung cuộc.
Ngày mùng 7, Ieyasu biết được Hidetsugu hạ trại ở Shinogi (ngày nay là Kasugai) qua nông dân tỉnh Iga. Ông tiến vào lâu đài Obata (Moriyama-ku, Nagoya) ngày hôm sau và dựng trại vào buổi tối. Sáng sớm hôm sau, ông hạ lệnh cho cả gia tộc Niwa và quân đội của Sakakibara Yasumasa đuổi theo Hidetsugu, và quân của ông theo ngay sau đó. Hidetsugu tiếp tục hành quân vào ngày 8 sau khi nghe tin Ieyasu đã vào lâu đài Obata, nhưng vào sáng hôm sau, tình hình biến đổi nhanh chóng. Ikeda Tsuneoki tấn công lâu đài Iwasaki (nay ở Nisshin) và nhanh chóng bị bắn ngã ngựa. Xấu hổ vì bị ngã ngựa, Tsuneoki quên mất chiến thuật đánh và chạy mà mở cuộc tấn công tổng lực vào lâu đài. Cho dù những người phòng thủ đã chiến đấu ngoan cường, lâu đài vẫn thất thủ.
Trong trận này, Mori Nagayoshi, Hori Hidemasa và Hidetsugu đều cho quân nghỉ ở thành phố hiện này là Owariasahi, Nagakute và Nisshin, đợi quân tiếp viện, khi Ieyasu đã ở rất gần họ.

### Trận Hakusanmori
Khi Ikeda Tsuneoki bị bắn ngã ngựa ở lâu đài Iwasaki, Toyotomi Hidetsugu chuyển quân đến Hakusanmori (ngày nay là Owariasahi), nhưng ở đó ông chạm trán quân của Ieyasu và Sakakibara Yasumasu. Quân đội của Hidetsugu phần lớn bị tiêu diệt khi Ieyasu tấn công bất ngờ. Bản thân Hidetsugu cũng bị đánh ngã ngựa, nhưng đã lấy được một con ngựa khác và chạy thoát. Trong trận này rất nhiều thành viên của gia tộc Kinoshita, trong đó có bố của vợ Hideyoshi, Nene), tử trận.

### Trận Hinokigane
Sau trận Hakusanmori phòng thủ ở núi Komaki, tạo ra một thế bế tắc ở đây. Do đó, Ikeda Nobuteru, một trong những vị tướng hàng đầu của Toyotomi Hideyoshi, quyết định đột kích qua tỉnh láng giềng Mikawa bằng quân số 20.000 người. Tokugawa đã đoán được điều này vafdaanx quân theo Hideyoshi. Mizuno Tadashige dẫn hậu quân của Tokugawa đánh lại quân Ikeda và trận đánh này đã báo động cho Hori Hidemasa, tướng chỉ huy vài đạo quân của Hideyoshi.
Hori Hidemasa dẫn quân đến tiếp viện, đóng trại ở làng Nagakute. Ông đánh lui vài đợt tấn công ban đầu của Tokugawa, nhưng buộc phải rút lui khi đại quân của Tokugawa với khoảng 9.000 người kéo tới.

### Trận Nagakute
Trận chiến thực sự bắt đầu khi quân của Ikeda bắn súng hỏa mai và tiến đánh đội quân của gia tộc Ii. Mori Nagayoshi, một vị tướng khác của Hideyoshi, đợi cho đến khi Tokugawa tăng viện cho nhà Ii, để có thể đánh tạt sườn quân địch. Tuy nhiên, Tokugawa đổi hướng tiến quân về phía trước, thay vì xoay lại, và tránh được bị đánh thốc sườn. Mori Nagayoshi bị bắn ngã ngựa, làm quân của Ikeda mất tinh thần. Ikeda nhanh chóng bị mất đầu sau đó, bất chấp Hideyoshi đã đưa quân đến tăng viện, và Ieyasu quyết định rút lui, không muốn mạo hiểm thêm nữa, và rút lui về Komaki.

## Sau trận đánh
Khi tin thua trận Hakusanmori đến vào buổi trưa, 20.000 quân của Hideyoshi đang tiến đến Ryūsen-ji, gần nơi chiên sư. Tối muộn, khi nghe tin Ieyasu đang ở lâu đài Obata, họ quyết định tấn công vào sáng sớm hôm sau; tuy vậy, Honda Tadakatsu, dẫn 500 quân đã chặn đứng đợt tấn công. Trong khi đó, Ieyasu đã rời khỏi lâu đài Obata, đến lâu đài Komakiyama và cuối cùng là lâu đài Kiyosu. Hideyoshi nghe tin Ieyasu đã rời đi ngay sau đó, vào ngày 10 tháng 4, rời Gakuken; ông trở lại Osaka ngày 1 tháng 5. Ngày 16 tháng 6, Takigawa Kazumasu tấn lâu đài Kanie của Ieyasu, nhưng bị đánh bật lại. Kết quả là Kazumasu nhận trách nhiệm và từ nhiệm. Vào ngày 9 tháng 9, Sassa Narimasa, theo lệnh của Ieyasu, tấn công lâu đài Suemori ở tỉnh Noto, trục xuất người sống ở đây, Maeda Toshiie.

## Các tên gọi của trận đánh
Trong thời Edo, các ghi chép công cộng của gia tộc Tokugawa và Mạc phủ Tokugawa gọi đây là "Trận Komaki" (小牧陣 Komaki no Jin). Tuy vật, cũng có vài tài liệu gọi đây là "Trận Iwasakiguchi" (岩崎口の戦い Iwasakiguchi no Tatakai). Theo địa danh trận đánh ở Ngakute nên gọi là "Trận Nagakute" (長久手合戦 Nagakute Gassen), nhưng hai trận này nói chung được nhập làm một. Rất nhiều cái tên khác cũng được sử dụng để nói về chuỗi trận đánh này, một số chia làm hai, trong khi số khác lại nhập chung vào. Trong thời Minh Trị Duy Tân, rất nhiều từ Nhật Bản về các trận đánh, chiến dịch, v.v… được thống nhất lại, dẫn đến tên gọi "Chiến dịch Komaki và Nagakute" (小牧・長久手の役 Komaki-Nagakute no Eki).
Dù sao đi chăng nữa, cái tên "Trận Komaki và Nagakute" vẫn được chấp nhận.